# Cyrtotria pallicornis
Cyrtotria pallicornis är en kackerlacksart som först beskrevs av Kirby, W. F. 1900.  Cyrtotria pallicornis ingår i släktet Cyrtotria och familjen jättekackerlackor. Inga underarter finns listade i Catalogue of Life.